# Chiesa vecchia di Santa Maria
La chiesa di Santa Maria anche chiamata chiesa vecchia è un edificio religioso situato a Belgirate, provincia del Verbano-Cusio-Ossola. Un tempo chiesa parrocchiale è collocata in posizione panoramica su uno sperone roccioso soprastante il centro abitato.

## Storia
La prima menzione dell'edificio nei documenti della Curia novarese risale al 1571, in occasione di una visita pastorale viene infatti citata la "Chiesa parrocchiale di Santa Maria".
Le fondazioni ritrovate durante gli scavi in occasione della ristrutturazione testimoniano dell'esistenza di una cappelletta ad una sola navata centrale con la parte absidale rivolta ad est risalente all'anno 1000. La costruzione della torre campanaria, risale alla prima metà del XII secolo, datazione confermata dagli elementi stilistici e costruttivi simili ai coevi edifici della chiesa di San Remigio di Pallanza e a quello di San Sebastiano a Lesa.
La chiesa divenne parrocchia in un periodo imprecisato tra il 1365 e il 1452, anno in cui Belgirate non viene più citata fra le comunità dipendenti dal capitolo di Baveno. A quel momento risale l'edificazione della nicchia del battistero che venne poi ristrutturata in occasione della già citata visita pastorale del 1571.
Con l'aumento della popolazione e il progressivo spostamento del baricentro del nucleo abitativo verso le rive del lago venne ingrandito il piccolo oratorio di San Carlo fino a divenire "la chiesa nuova". La chiesa di Santa Maria rimase parrocchia fino al 1795, da quell'anno divenne chiesa cimiteriale.

## La struttura originaria

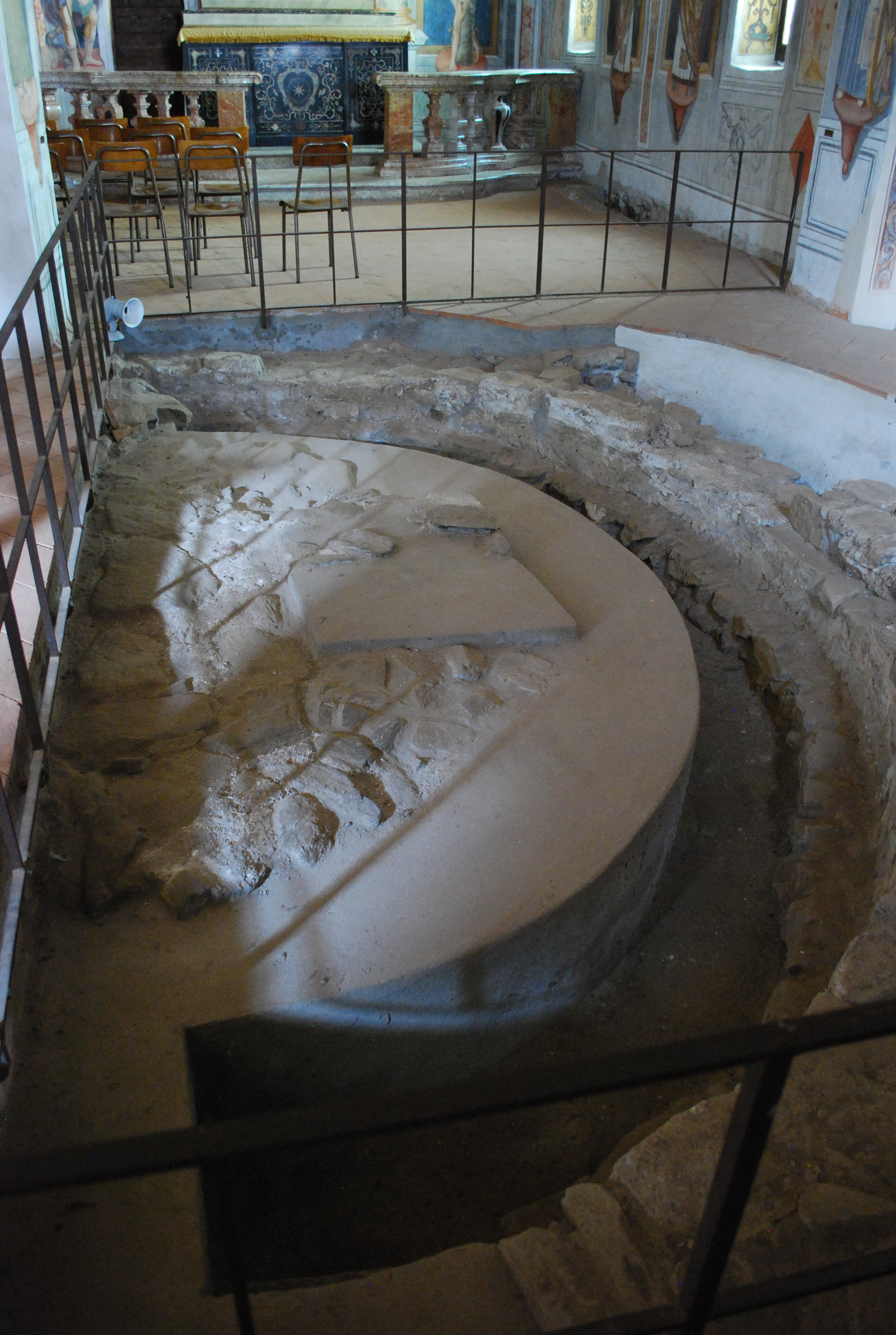
Le fondazioni dell'abside originaria

Scavi compiuti alla fine del XX secolo hanno riportato alla luce le fondazioni dell'originaria cappella risalente all'anno 1000 ed in particolare dell'abside, dal raggio interno di circa 2,5 metri e della muratura del basamento dell'altare con ancora presenti tracce di decori. Probabilmente l'edificio originario aveva copertura a capanna con una sola navata dalla larghezza di circa 7,5 metri e dalla lunghezza presumibile intorno agli 11 metri deducibile sulla base delle proporzioni di edifici simili e sull'allineamento della successiva torre campanaria. L'edificio originario era adeguato alle dimensioni di un luogo di culto in un'area rurale con bassa densità abitativa. 
Attorno al 1125 venne elevata la torre campanaria alta 15 metri, si presenta con una pianta quadrata: le aperture, tutte monofore, variano di larghezza dal piano più basso fino alla cella campanaria. La muratura è costituita da pezzi di serizzo disposti in modo irregolare e variamente squadrati: qua e là sono inseriti pezzi di cotto.
Tra il 1365 e il 1462 la chiesa subisce un primo ampliamento, a causa della conformazione del terreno viene ruotato l'asse dell'edificio orientandolo a nord a sud. Viene ampliata la navata centrale ma studi sulla conformazione del sottotetto e delle fondazioni evidenziano, in questo primo ampliamento, il mantenimento dell'abside originaria. L'edificio si presentava quindi con facciata rivolta a sud ed allineata alla torre campanaria e la sporgenza dell'abside sul lato orientale, sul lato settentrionale la cappella maggiore con l'altare. Sulla parete occidentale una piccola nicchia fungeva da battistero. 

## Successivi ampliamenti e chiesa rinascimentale
Ignota è la data effettiva dell'ampliamento effettuato nel XV secolo, venne abbattuta l'abside originaria e trasformata l'angusta cappella battesimale alla sinistra dell'ingresso in una cappella di dimensioni più ampie.
Poco prima del 1571 venne completata la navata occidentale partendo dalla già esistente cappella, nella visita pastorale di quell'anno si parla di pavimentazione incompleta dell'edificio, la navata occidentale era probabilmente in avanzata fase di ultimazione. La costruzione della sacrestia è databile tra il 1582 e il 1585.
Nel decennio successivo al 1585 venne fatto un ulteriore ampliamento che portò la chiesa alle dimensioni attuali. Venne ripristinata una certa simmetria ampliando anche la navata orientale, ampliata la cappella maggiore, rialzata la facciata e rifatto il tetto. Nel rapporto della visita pastorale del 1595 si parla infatti di tre navate.
Ampliamenti successivi sono il battistero, intorno al 1618 e l'oratorio dei Confratelli del Corpo di Cristo, edificato a sinistra della cappella maggiore.
Attorno al 1620 per ordine del vescovo di Novara, il venerabile Carlo Bascapè, venne eretto il portico con l'immagine della titolare secondo il prescritto: rappresentava la scena della Purificazione della Vergine e la Presentazione di Gesù Bambino al Tempio fra le braccia del santo Vecchio Simeone.

## Affreschi

### La facciata

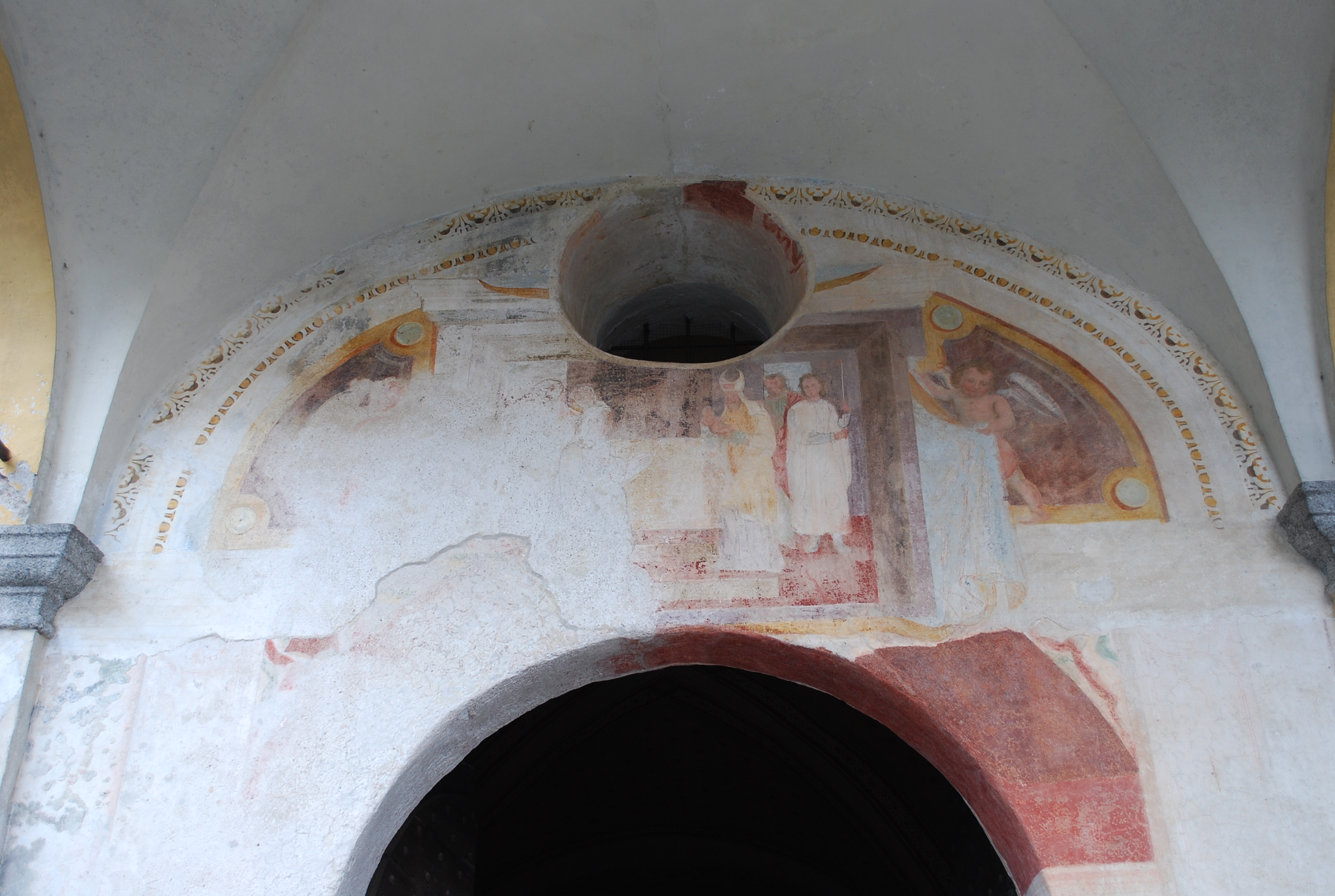
Affresco della facciata

Due affreschi decorano la facciata, alla destra del porticato di ingresso una ormai irriconoscibile rappresentazione di San Cristoforo danneggiata prima ancora che dal tempo dall'edificazione del porticato stesso che ne ha tagliato ornamento e sfondo.
All'interno del porticato, sopra il portale di ingresso, una rappresentazione della scena della purificazione di Maria e della presentazione di Gesù al Tempio. L'affresco è stato realizzato insieme al portico, la costruzione di questo è databile tra il 1595 e il 1618.

### Gli interni

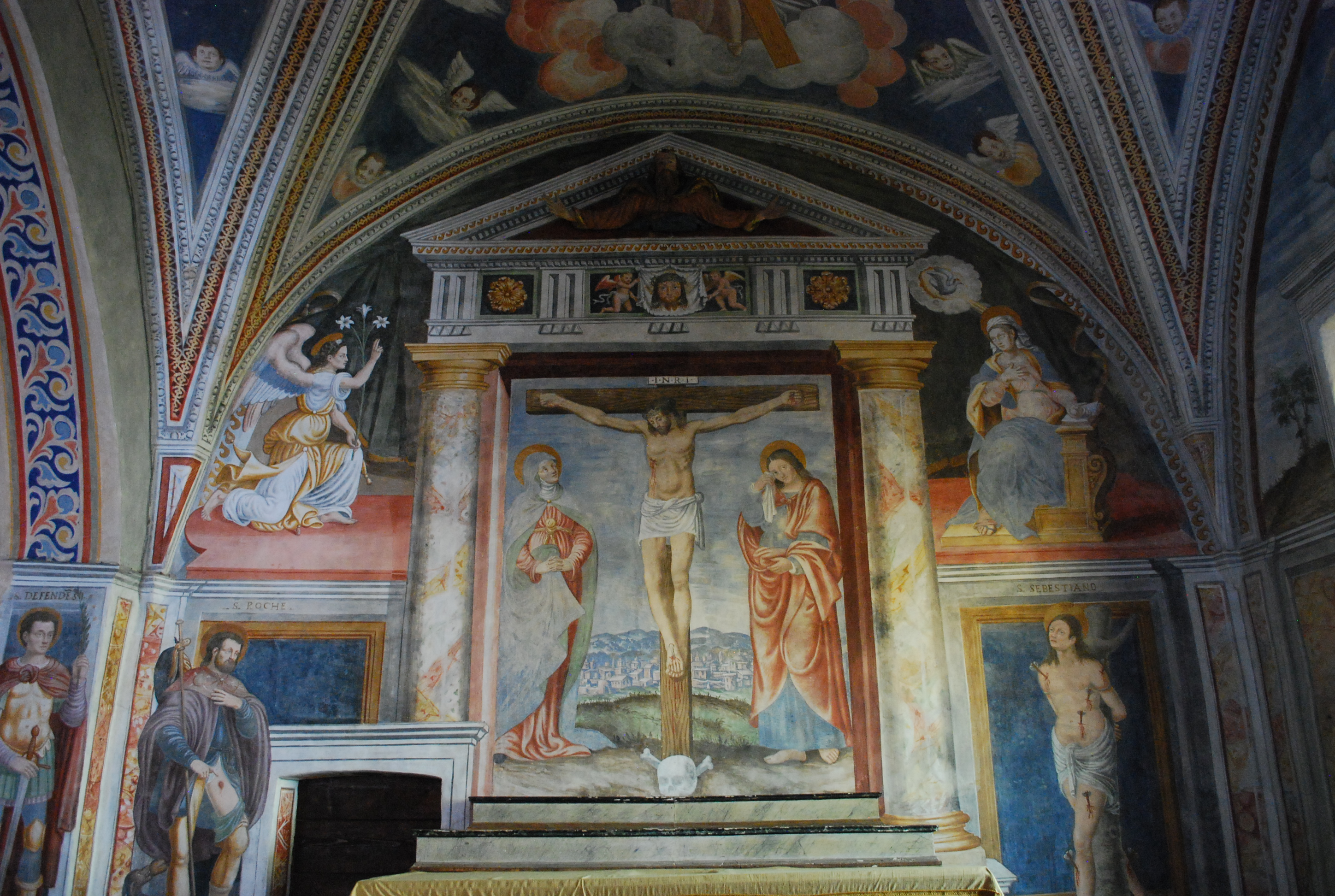
La cappella della Crocefissione

Una volta varcato il portale di ingresso sul lato destro si incontrano tre opere dello stesso ignoto autore: un affresco raffigurante tre santi dei quali solo la centrale Santa Lucia è identificabile con chiarezza, una Sant'Apollonia e un vescovo ritratto sul primo pilastro a destra. Lo stile pittorico ancora legato ai canoni gotici fa risalire queste opere al quattrocento. 
Dalla navata destra si accede alla cappella della Crocefissione, la più riccamente decorata con affreschi cinquecenteschi sempre di autore anonimo. Una data riportata sulla decorazione di una finestra laterale fa risalire la realizzazione al 1586.
La scena della crocefissione è affiancata da raffigurazioni dei santi, san Defendente e san Rocco a sinistra dell'altare e san Sebastiano alla sua destra. Curioso il volto ritratto sotto san Defendente, l'estraneità alla scena complessiva permette di rigettare l'ipotesi che rappresenti il mecenate finanziatore degli affreschi e fa propendere verso l'ipotesi che sia l'autoritratto dell'autore degli stessi.
Sul muro perimetrale un'Assunzione di Maria sovrasta le immagini di San Gaudenzio e San Teodoro Vescovo. L'intero ciclo è stato attribuito nell'edizione del 1928 di "Novaria Sacra" alla scuola del Luini.
La cappella situata nella navata opposta è di epoca più recente, una data riportata in una cornice laterale indica l'anno 1600. L'affresco a tutta parete che raffigura l'adorazione dei Magi è parzialmente deteriorato ma si riconoscono i tre Magi circondati da altre figure. Sul muro perimetrale un vescovo non identificato. La qualità di questi affreschi, nei quali si individuano i caratteri dell'epoca barocca è nettamente inferiore rispetto a quelli della navata opposta.
Ultimo in ordine di tempo è l'affresco del battistero che risale ai primi decenni del 1600 e presenta tutti i caratteri tipici dell'arte popolare di epoca barocca. Della stessa epoca sono le tele nella cappella dell'altare maggiore, sulla parente di fondo una scena della presentazione di Gesù al Tempio, nelle tele laterali scende della vita di Gesù. Al periodo barocco è riconducibile anche l'altare maggiore, opera lignea di autore ignoto.